# Sidewinder-Arcas
Sidewinder-Arcas ist die Bezeichnung einer zweistufigen Höhenforschungsrakete, bestehend aus einer Sidewinder-Startstufe und einer Arcas-Oberstufe. Die Sidewinder-Arcas hat eine Gipfelhöhe von 90 km, einen Startschub von 26,4 kN, eine Startmasse von 120 kg, einen Durchmesser von 0,13 m und eine Länge von 4,80 m. Zwischen 1966 und 1975 wurden 18 Starts durchgeführt, von denen zwei fehlgeschlagen sind.